# Gasbert de Valle
Gasbert de Valle (ur. 1297 w Quercy − zm. 1 stycznia 1347 w Awinionie) − francuski duchowny. Siostrzeniec papieża Jana XXII (był piątym dzieckiem Pierre de Valle i Marie Duèze, siostry Jana XXII).
Już dwa dni po koronacji Jana XXII w 1316 otrzymał od niego pierwsze kościelne beneficja (m.in. stanowisko archidiakona Cahors). Był jednym z wikariuszy papieskich dla diecezji awiniońskiej. 12 września 1319 Jan XXII mianował go biskupem Marsylii, a sześć dni później − kamerlingiem Świętego Kościoła Rzymskiego. Tę drugą funkcję pełnił aż do śmierci, zarządzając majątkiem Stolicy Apostolskiej podczas konklawe 1334 i konklawe 1342. 26 sierpnia 1323 uzyskał promocję do rangi arcybiskupa Arles, a 22 października 1341 papież Benedykt XII przeniósł go do arcybiskupstwa Narbonne. W praktyce przez większość czasu rezydował na dworze papieskim w Awinionie, zarządzając swymi diecezjami poprzez wikariuszy generalnych. W 1342 ufundował kolegium dla studentów wydziału prawa dla Uniwersytetu w Tuluzie. Zmarł w wieku niespełna 50 lat. Jego szczątki spoczęły w kościele św. Trofima w Arles.